# Carlos Ahumada Kurtz
Carlos Agustín Ahumada Kurtz (1964-) es un empresario y  dirigente deportivo argentino con nacionalidad mexicana, dedicado principalmente a las ramas de la minería, la construcción y el fútbol.
Incursionó en el periodismo fundando el diario El Independiente y fue socio y miembro fundador del Colegio de Imagen Pública A.C.
Saltó a la fama pública en 2004 a raíz de la difusión de un vídeo en que estaba sobornando a servidores públicos, en los llamados Videoescándalos. Los videos de Ahumada fueron parte de los elementos para desaforar al entonces Jefe de Gobierno del Distrito Federal, Andrés Manuel López Obrador. Investigaciones periodísticas revelaron que Ahumada entregaba dinero a miembros del Partido de la Revolución Democrática para financiar campañas electorales. Posteriormente, los involucrados en los Videoescándalos - Ahumada, René Bejarano y Gustavo Ponce - fueron liberados.
Fue detenido en La Habana por las autoridades cubanas tras un pedido de extradición de México, siendo luego deportado. El 8 de mayo de 2007, salió libre. Fue considerado por analistas y columnistas que Ahumada había sido un preso político.
El 28 de diciembre de 2007 la Comisión de Derechos Humanos del Distrito Federal (CDHDF) emitió la recomendación 19/2007 dirigida a la Secretaría de Gobierno del Distrito Federal y a la Procuraduría General de Justicia del Distrito Federal solicitándoles disculpas públicas a Carlos Ahumada y a su familia. Su persona mereció un artículo de Fidel Castro titulado "El Gigante de las Siete Leguas, Parte II". Ahumada también recibió disculpas del embajador de Estados Unidos, Manuel Rocha por el trato recibido previamente y devolvió la visa de su país que había sido retirada producto del incidente.
En mayo de 2009, Ahumada publicó su primer libro, llamado Derecho de réplica.
El 5 de octubre de 2016, Ahumada dejó la presidencia del Club Sportivo Estudiantes de la provincia de San Luis, equipo con el que logró tres ascensos en tres años llegando de la liga local (6.ª división del fútbol argentino) al Nacional B (2.ª división del fútbol argentino). En su renuncia señaló que esta decisión se debió principalmente a la campaña de hostigamiento sistemático realizada por el Gobierno de la Provincia de San Luis encabezado por Alberto Rodríguez Saá contra su persona y en consecuencia contra el Club.
En 2019, Ahumada fue aprehendido por la Interpol en el aeropuerto de Buenos Aires, Argentina por presunta evasión de impuestos contra la hacienda pública de México, según la Fiscalía General de la República de México. La aprehensión de Ahumada sucedió días después del encarcelamiento de Rosario Robles, que fue encarcelada por presuntamente desviar recursos públicos durante la administración del entonces presidente de la república Enrique Peña Nieto, en la investigación popularmente conocida como "La estafa maestra".
En mayo de 2024, fue detenido por autoridades de Panamá, en un puesto migratorio por contar con ficha roja de la Interpol solicitada por autoridades mexicanas. 
El 24 de agosto de 2024, un juez especializado en Ejecución de Sanciones Penales determinó la prescripción de los delitos de fraude genérico en contra de Aumada, por lo que quedó en libertad.